# Варнгау
Варнгау (њем. Warngau) општина је у њемачкој савезној држави Баварска. Једно је од 17 општинских средишта округа Мисбах. Према процјени из 2010. у општини је живјело 3.700 становника. Посједује регионалну шифру (AGS) 9182136.

## Географски и демографски подаци
Варнгау се налази у савезној држави Баварска у округу Мисбах. Општина се налази на надморској висини од 744 метра. Површина општине износи 51,2 km². У самом мјесту је, према процјени из 2010. године, живјело 3.700 становника. Просјечна густина становништва износи 72 становника/km².